# Kostel Narození svatého Jana Křtitele (Přibyslav)
Kostel Narození svatého Jana Křtitele, jehož dnešní barokní podoba pochází z roku 1750, se nachází v centru Přibyslavi. Svatostánek na jeho místě ale stával podstatně dříve, už kolem roku 1265. Spolu s vedle stojící věží je kostel chráněn jako kulturní památka.

## Historie
Původní kostel byl vzhledem k době svého vzniku postaven v gotickém slohu a byl menších rozměrů než současná stavba. Za husitských válek byl velmi poničen vojsky Jana Žižky.
V roce 1750 rozhodl majitel panství Karel Maxmilián z Ditrichštejna o stavbě nového kostela na místě původního. Základní kámen byl položen 1. dubna téhož roku, slavnostně vysvěcen byl kostel v roce 1753.
V roce 1767 však kostel, stejně jako celou Přibyslav, zasáhl požár. Poškodil střechu kostela i blízkou gotickou věž, v níž byl žár tak silný, že roztavil zvony i hodinový stroj. Střechu se podařilo opravit ještě téhož roku.
V roce 1890 byly koupeny nové varhany za 2 860 zlatých. Tato částka byla získána ze záduší kostela Šenfeldského.
V roce 1891 restauroval interiér kostela A. Sucharda. I poté pokračovaly další úpravy kostela – když byla např. původní dřevěná podlaha nahrazována kamennou dlažbou, bylo nalezeno několik fragmentů původního gotického zdiva, dlažby a několik náhrobních desek. Po Druhém vatikánském koncilu byla odstraněna barokní mříž, která oddělovala presbytář od zbylé části kostela.
Při odvlhčování zdiva byly při archeologickém průzkumu prozkoumány výkopy, ale i zrušené okolní hroby. V roce 2002 byla zahájena přístavba sakristie a byla opravena bývalá hřbitovní zeď.

## Popis kostela
Stavba s křížovou lodí má sedlovou střechu se sanktusníkem, v příčné i podélné lodi se nacházejí vždy dva oltáře. Strop zdobí rodový erb Ditrichštejnů s výraznými vinařskými noži.
V západním průčelí jsou niky se sochami svatého Jana Nepomuckého a svatého Jana Křtitele, štít průčelí je osazen sochou Immaculaty.

## Gotická věž

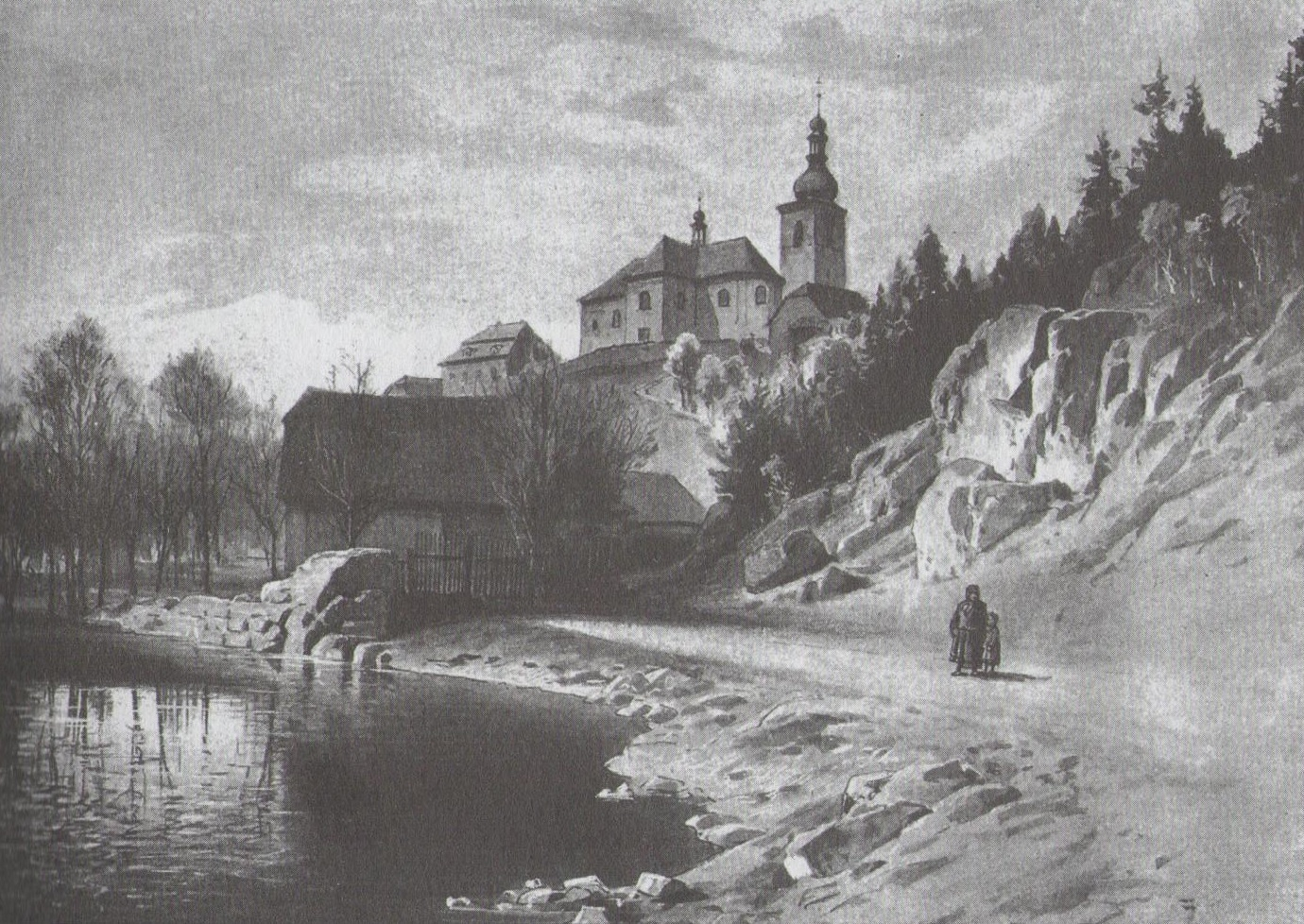
Kostel na obraze Karla Liebschera

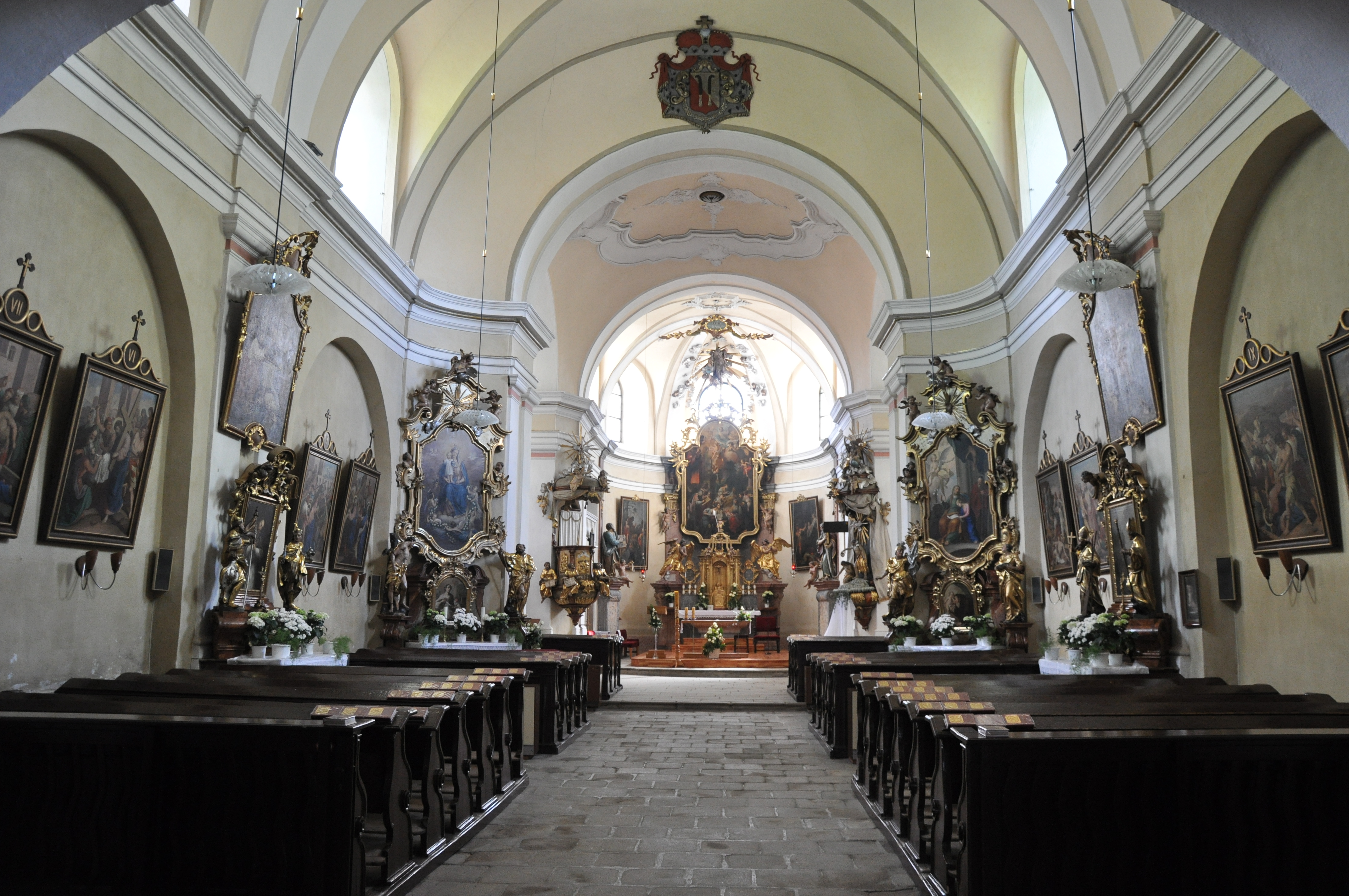
Interiér kostela (hlavní loď)

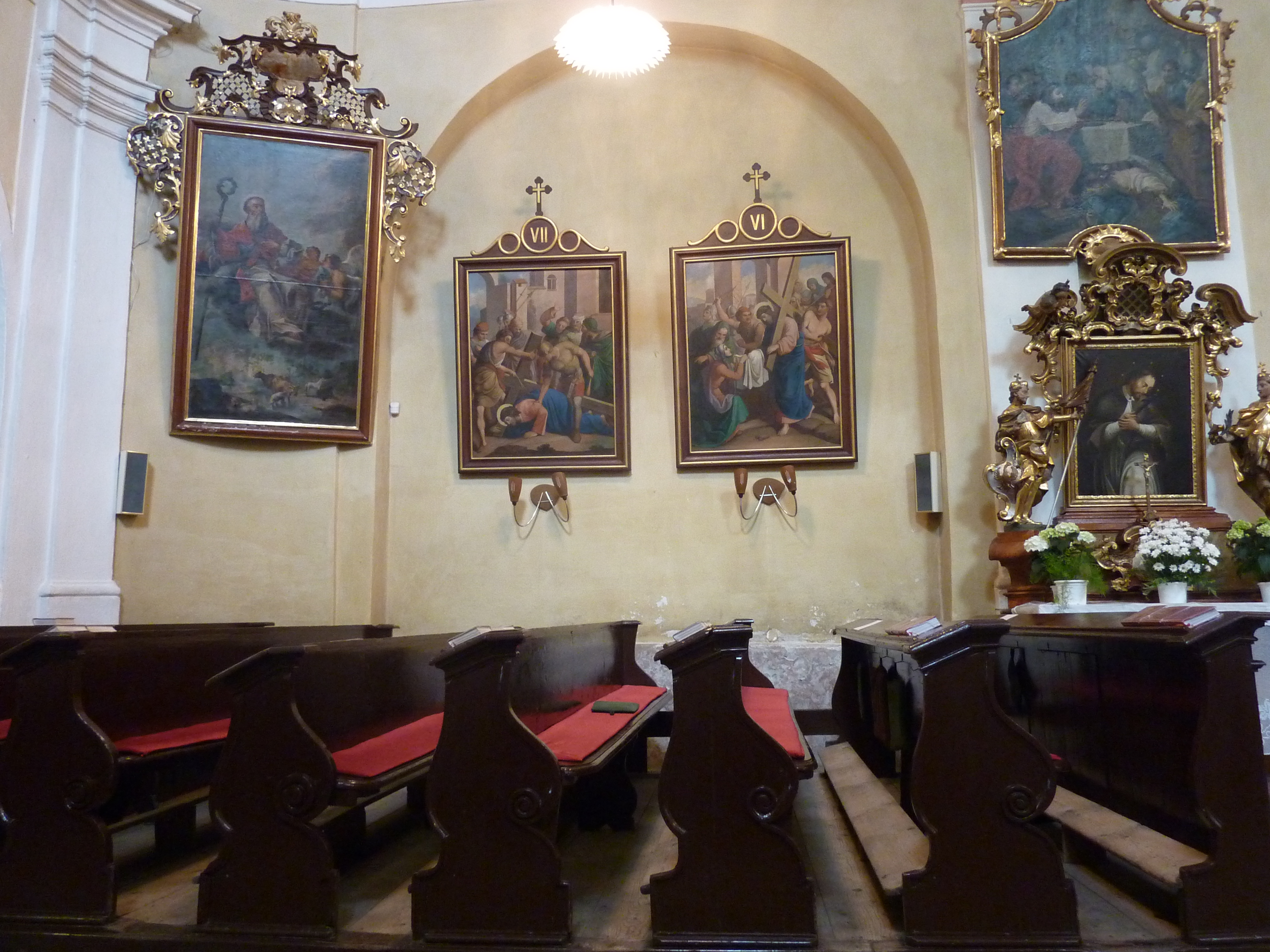
Lavice v hlavní lodi kostela

První zmínka o věži, která patřila k původnímu hradnímu opevnění, pochází z roku 1497. Vchod se nachází ve výšce 7 metrů a vedou k němu dřevěné schody, které se při ohrožení nepřítelem daly rychle odstranit. Ochranou obyvatel byla vedena i stavba průchodu do druhého patra věže, který je tak úzký, aby při průniku nepřátel do věže dal obráncům možnost jej rychle zabarikádovat nebo zazdít.
Věž má výšku 30,96 m. Není již možné zjistit, kdy byla dokončena; obílena a omítnuta byla až v roce 1600.
Už roku 1604 ale blesk zapálil tehdejší šindelovou střechu a krovy, shořelo i vnitřní schodiště a podlahy. Věž pak byla „provizorně“ zakryta, což se však nezměnilo až do roku 1681. Koncem století dostala věž báň – na jejím vrcholu ale nebyl vztyčen kříž, ale hvězda. Byla znakem toho, že nešlo o objekt církevní, ale patřící k obrannému systému města.
Další požár věž postihl v roce 1767, kdy roztavil i zvony. Věž byla opět provizorně zakryta. Z okolních obcí si Přibyslav vypůjčila malé zvonky, aby nezůstala zcela bez zvonů. Žádosti o finanční zdroje u majitelů panství byly neúspěšné, roku 1803 se proto Přibyslav rozhodla opravit věž na vlastní náklady. Necelých 6 metrů zničeného horního zdiva se město rozhodlo ubourat, čímž přišel o bydlení hlásný, jehož byt se nacházel právě zde.
V odbourané horní části bývaly také věžní hodiny, které obec nutně potřebovala. Rozhodla se je proto "provizorně" umístit do horní části protáhlého gotického okna. Tam zůstaly dodnes, o řadu let později se objevily ciferníky v oknech obrácených na další tři světové strany.
V roce 1994 dostala věž nové zvony – Maria a Jan – o váze 395, resp. 293 kg.

## Hřbitov
Kostel býval obklopen hřbitovem, který je dnes již zrušený. Na jeho existenci ale upomíná několik dochovaných náhrobků.
- Významná je socha Krista, která je dílem sochaře Josefa Maxe, nalevo od hlavního vchodu
- Jediný udržovaný je hrob faráře Jana Brůžka, učitele Karla Havlíčka Borovského.
- Hřbitovní kaple původně sloužila jako kostnice, v 90. letech 20. století byla po rekonstrukci znovu vysvěcena.

## Mariánský sloup

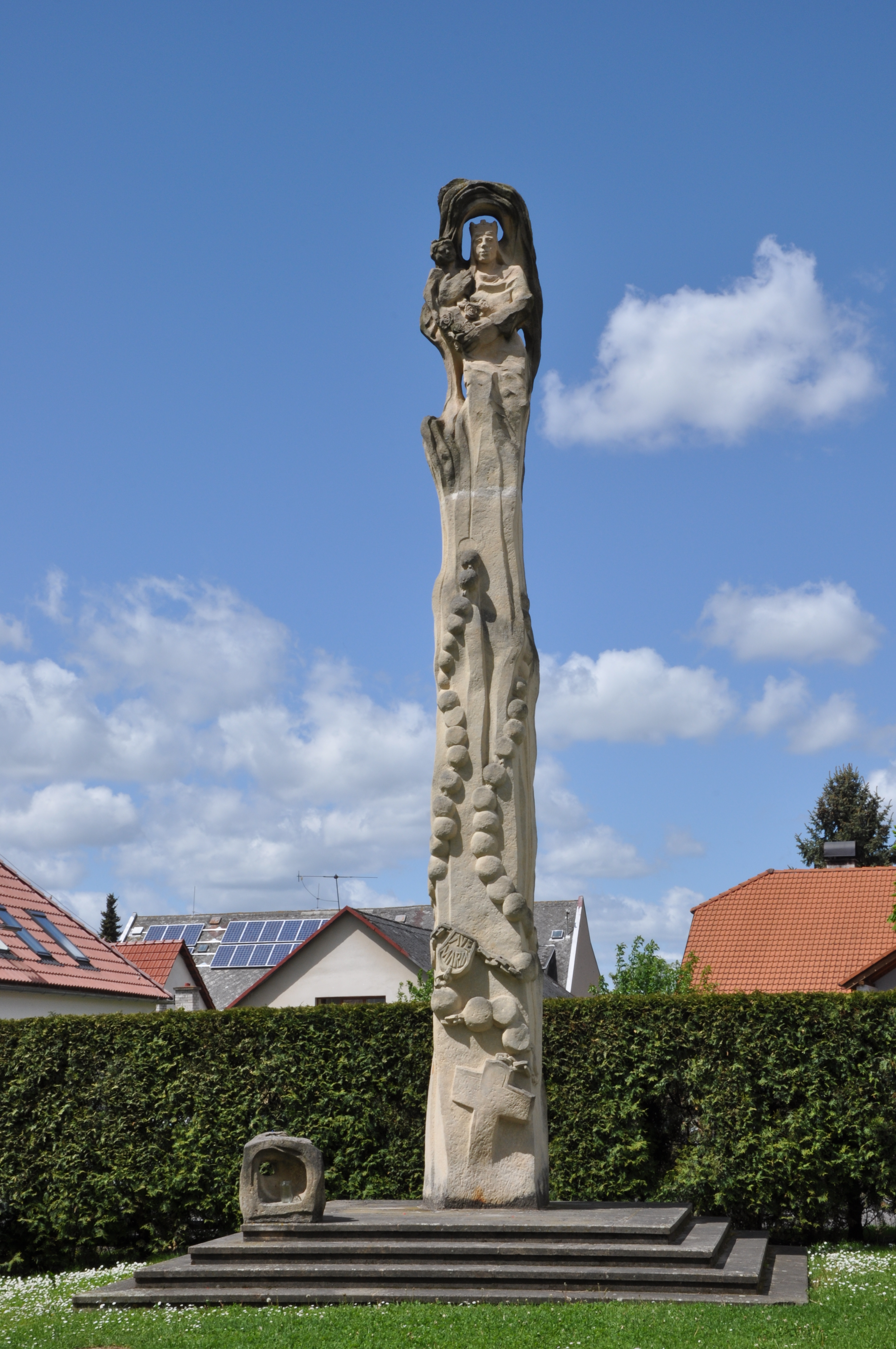
Mariánský sloup

V blízkosti kostela se nachází mariánský sloup, který v roce 1998 zhotovil akademický sochař a rodák z Přibyslavi Roman Podrázský. Jde o jediný mariánský sloup, který byl na území nynější České republiky vysvěcen ve 20. století.